# Jeff Malone
Jeffrey Nigel „Jeff” Malone (ur. 28 czerwca 1961 w Mobile) – amerykański koszykarz, obrońca oraz trener koszykarski, uczestnik spotkań gwiazd NBA.

## Osiągnięcia
Na podstawie, o ile nie zaznaczono inaczej.
NCAA
- Zawodnik roku konferencji SEC (1983)[2]
- Zaliczony do III składu All-American (1983 – przez NABC)

NBA
- Wybrany do I składu debiutantów NBA (1984)[3]
- 2-krotny uczestnik meczu gwiazd NBA (1986, 1987)
- Lider play-off w skuteczności rzutów wolnych (1987 – wspólnie z Dannym Youngiem i Thurlem Baileyem)[4]
- Zawodnik tygodnia NBA (8.12.1991)

Trenerskie
- Finalista NBDL (2005)